# Venule ad endotelio alto
Le venule ad endotelio alto (HEV, high endothelial venules) sono specializzazioni di venule post-capillari caratterizzate dall'essere rivestite da cellule rigonfie del tipo cubico semplice in contrapposizione al normale endotelio delle venule. Le HEV permettono la migrazione dei linfociti dalla circolazione sanguigna agli organi linfoidi secondari e al timo.